# Peter Kiều Công Tùng
Peter Kiều Công Tùng (ur. 24 sierpnia 1964 w Sajgonie) – wietnamski duchowny katolicki, biskup Phát Diệm od 2023.

## Życiorys

### Prezbiterat
Święcenia kapłańskie przyjął 30 czerwca 1999 i został inkardynowany do archidiecezji Ho Chi Minh. Po kilkuletnim stażu wikariuszowskim został asystentem przy archidiecezjalnym seminarium. W latach 2004–2009 studiował w Stanach Zjednoczonych, a po powrocie do kraju pełnił funkcje wikariusza parafii katedralnej (2009–2010) oraz wykładowcy seminarium w Ho Chi Minh (2010–2023).

### Episkopat
25 marca 2023 papież Franciszek mianował go biskupem diecezji Phát Diệm. Sakry udzielił mu 16 maja 2023 arcybiskup Joseph Nguyễn Năng.